# Schizodactylidae
Schizodactylidae je породица инсеката из реда Orhoptera, једина у надпородици Schizodactyloidea. Састоји се од 2 рода са укупно 15 врста. Живе на песковитим и пустињским земљиштима по чему су у енглеском језику познати као dune crickets, а пронађени су у Африци и Азији.
Представници породице настањују пустињска и песковита тла, а карактеристично им је што су карниворне а присутан је и канибализам.

## Родови
Потпородица Comicinae 
- Comicus

Comicus arenarius
Comicus cabonegrus
Comicus calaharicus
Comicus calcaris
Comicus campestris
Comicus capensis
Comicus carnalli
Comicus cavillorus

Потпородица Schizodactylinae 
- Schizodactylus

Schizodactylus brevinotus
Schizodactylus burmanus
Schizodactylus hesperus
Schizodactylus inexpectatus
Schizodactylus minor
Schizodactylus monstrosus
Schizodactylus tuberculatus